# Ton van de Weerd
Antonius Johannes (Ton) van de Weerd (Wageningen, 10 oktober 1940 – Ede, 15 juli 2011) was een Nederlands voetballer die als aanvaller speelde. Hij kwam tussen 1956 en 1972 uit voor FC Wageningen. Hij is de speler met het meeste aantal gespeelde wedstrijden (481) voor Wageningen. Daarin scoorde hij 152 doelpunten en is daarmee ook topscorer aller tijden.
Hij speelde als prof alleen voor Wageningen, in de stad waar hij was geboren en getogen. Van de Weerd debuteerde op 16-jarige leeftijd in het eerste elftal. In 1968 werd hij met de club kampioen in de Tweede divisie.
Nadat hij was gestopt met voetballen werd hij trainer. Van de Weerd was hoofdtrainer bij VV Veenendaal, VV Bennekom, SV Leones en ONA '53. Tussentijds was hij ook assistent-trainer van Fritz Korbach en Frans Körver bij Wageningen. Zijn grootste successen als trainer behaalde hij met Bennekom in de jaren tachtig van de vorige eeuw. In het 1992 zou hij weer terugkeren bij Wageningen als jeugdtrainer. De club ging toen echter failliet.

## Carrièrestatistieken
| Seizoen         | Club            | Land            | Competitie       | Competitie | Competitie | Beker | Beker | Internationaal | Internationaal | Overig | Overig | Totaal | Totaal |
| Seizoen         | Club            | Land            | Competitie       | Wed.       | Dlp.       | Wed.  | Dlp.  | Wed.           | Dlp.           | Wed.   | Dlp.   | Wed.   | Dlp.   |
| --------------- | --------------- | --------------- | ---------------- | ---------- | ---------- | ----- | ----- | -------------- | -------------- | ------ | ------ | ------ | ------ |
| 1956/57         | Wageningen      | Nederland       | Eerste divisie A | –          | 8          | –     | 0     | 0              | 0              | 0      | 0      | –      | 8      |
| 1957/58         | Wageningen      | Nederland       | Eerste divisie B | –          | 14         | –     | 4     | 0              | 0              | 0      | 0      | –      | 18     |
| 1958/59         | Wageningen      | Nederland       | Eerste divisie A | –          | 23         | –     | 0     | 0              | 0              | 0      | 0      | –      | 23     |
| 1959/60         | Wageningen      | Nederland       | Eerste divisie A | –          | 7          | –     | –     | 0              | 0              | 0      | 0      | –      | 7      |
| 1960/61         | Wageningen      | Nederland       | Eerste divisie B | –          | 15         | –     | 0     | 0              | 0              | 0      | 0      | –      | 15     |
| 1961/62         | Wageningen      | Nederland       | Eerste divisie B | –          | 20         | –     | 4     | 0              | 0              | 0      | 0      | –      | 24     |
| 1962/63         | Wageningen      | Nederland       | Tweede divisie A | –          | 15         | –     | 0     | 0              | 0              | 0      | 0      | –      | 15     |
| 1963/64         | Wageningen      | Nederland       | Tweede divisie B | –          | 2          | –     | 1     | 0              | 0              | 0      | 0      | –      | 3      |
| 1964/65         | Wageningen      | Nederland       | Tweede divisie A | –          | 3          | –     | 1     | 0              | 0              | 1      | 0      | –      | 4      |
| 1965/66         | Wageningen      | Nederland       | Tweede divisie A | –          | 8          | –     | 0     | 0              | 0              | 0      | 0      | –      | 8      |
| 1966/67         | Wageningen      | Nederland       | Tweede divisie   | –          | 2          | –     | –     | 0              | 0              | 0      | 0      | –      | 2      |
| 1967/68         | Wageningen      | Nederland       | Tweede divisie   | –          | 7          | –     | 1     | 0              | 0              | 0      | 0      | –      | 8      |
| 1968/69         | Wageningen      | Nederland       | Eerste divisie   | –          | 3          | –     | 0     | 0              | 0              | 0      | 0      | –      | 3      |
| 1969/70         | Wageningen      | Nederland       | Tweede divisie   | –          | 7          | 1     | 1     | 0              | 0              | 0      | 0      | –      | 8      |
| 1970/71         | Wageningen      | Nederland       | Eerste divisie   | –          | 5          | –     | 0     | 0              | 0              | 0      | 0      | –      | 5      |
| 1971/72         | Wageningen      | Nederland       | Eerste divisie   | –          | 1          | –     | 0     | 0              | 0              | 0      | 0      | –      | 1      |
| Carrière totaal | Carrière totaal | Carrière totaal | Carrière totaal  | –          | 140        | –     | 12    | 0              | 0              | 1      | 0      | –      | 152    |